# MW 50

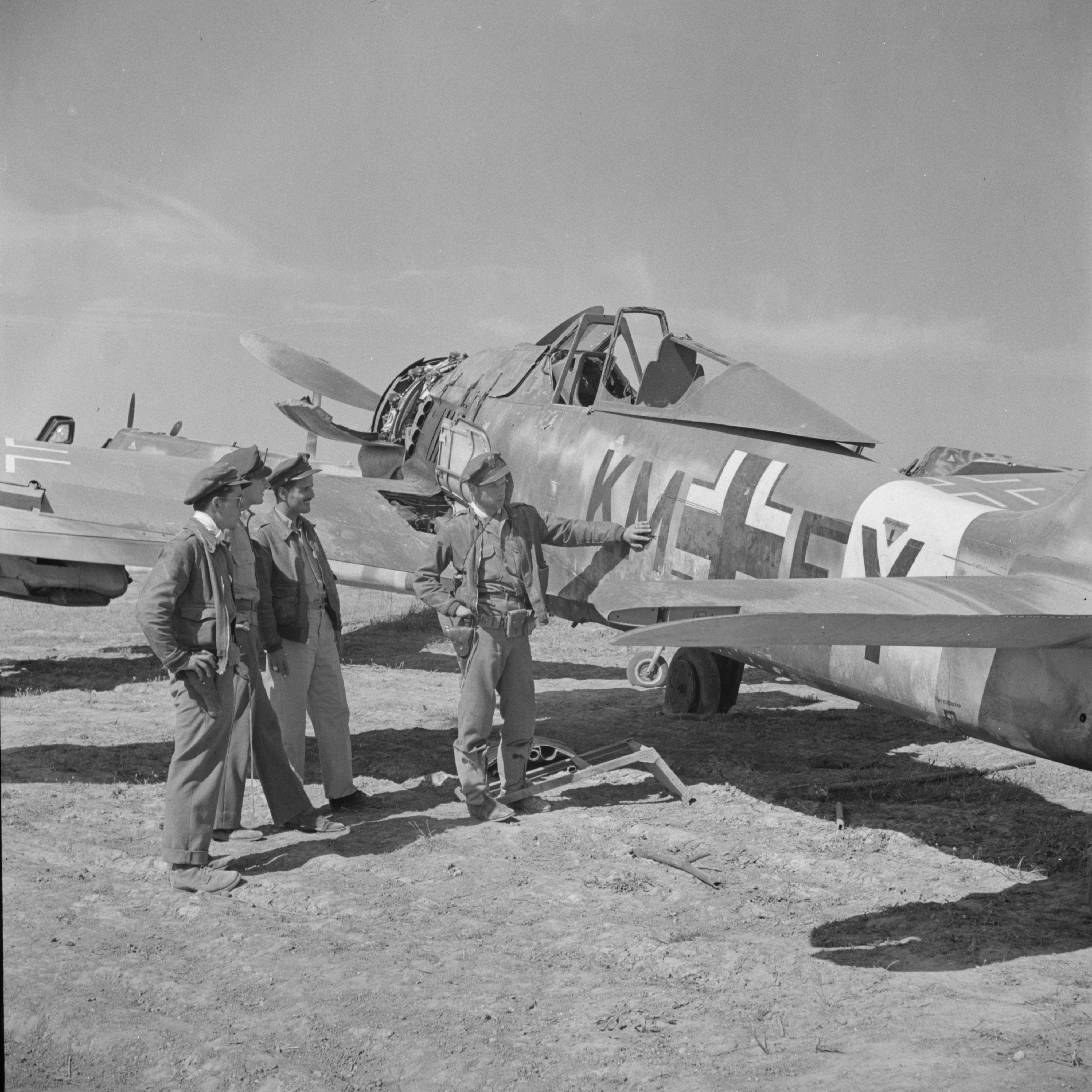
Un Focke-Wulf Fw 190A-4, prima versione del caccia equipaggiata con l'MW 50

L'MW 50 (Methanol Wasser 50, cioè "Metanolo Acqua 50", dove 50 indicava la percentuale in volume del metanolo nella miscela) era un sistema per aumentare la potenza dei motori aeronautici utilizzato dalla Luftwaffe durante la seconda guerra mondiale. Il sistema permetteva di aumentare la pressione di sovralimentazione, al di sotto della quota di adattamento, iniettando una miscela composta da metanolo e acqua nel condotto di aspirazione.

## Tecnica
Il sistema aumentava la potenza dei motori sovralimentati, al di sotto della quota di adattamento del motore (cioè la quota alla quale il compressore riusciva a fornire la massima pressione consentita di sovralimentazione), iniettando nel condotto di aspirazione, a monte del compressore, una miscela formata per il 50% da metanolo, per il 49,5% da acqua e per il restante 0,5% da un olio protettivo (Schutzöl 39). Ciò consentiva di aumentare la pressione di sovralimentazione sfruttando sia il raffreddamento dell'aria prodotto dall'evaporazione della miscela che le proprietà antidetonanti del metanolo. In tal modo si allontanava il pericolo di detonazione e, inoltre, il raffreddamento della carica introdotta comportava anche la conseguenza di una maggiore densità della stessa, con aumento del grado di riempimento dei cilindri.
La miscela era contenuta in un serbatoio da 95 litri, posto in fusoliera, ed era iniettata nel condotto di aspirazione ad una pressione di 4 bar sfruttando la pressione fornita dallo stesso compressore che, attraverso un condotto, agiva sulla superficie libera del liquido nel serbatoio. Il pilota azionava il sistema per mezzo di un interruttore, posto nella cabina di pilotaggio, che agiva su una valvola a solenoide, la quale era ulteriormente controllata da un interruttore posto sulla manetta del gas. La miscela, con una densità di 0,9 kg/dm³, aveva proprietà anticongelanti fino a -50 °C. Oltre all'MW 50, furono utilizzati, ma in misura molto minore, anche l'MW 30 (miscela al 30% di metanolo con punto di congelamento a -18 °C) e l'EW 50, miscela al 50% di etanolo.
L'aumento della pressione di sovralimentazione era possibile solo fino alla quota di adattamento del motore, al di sopra della quale permaneva solo l'effetto dell'aumento della densità della carica per raffreddamento che, da solo, comportava un aumento di potenza di circa il 4%. Inoltre, poteva essere utilizzato, senza danneggiare il motore, per un massimo di 10 minuti, esigeva delle pause di almeno 5 minuti fra un utilizzo e il successivo e comportava un significativo accorciamento nella durata delle candele. Il guadagno di potenza ottenibile era intorno ai 300/400 CV, a seconda del tipo di motore.

## Utilizzo
Il sistema fu utilizzato su molti aerei della Luftwaffe, a cominciare dal Focke-Wulf Fw 190, dalla versione Fw 190A-4 in poi, e, grazie ad esso, la potenza massima al decollo del motore BMW 801D-2 passava da 1 700 a 2.100 CV, mentre la velocità massima dell'aereo passava da 629 km/h a 670 km/h a 6.500 metri di quota. I primi Fw 190A-4 furono schierati in Francia nella primavera del 1942 e surclassarono immediatamente gli Spitfire V schierati dalla RAF sulla Manica. Anche il motore Junkers Jumo 213 dell'Fw 190D-9 (e diverse successive varianti della serie "D") fu equipaggiato con l'MW 50, permettendo di portare la potenza al decollo da 1 770 a 2 240 CV. La versione più veloce dell'Fw 190D con sistema MW 50, la D-12/R21, poteva volare a 731 km/h a 11 000 metri.
Sul Focke-Wulf Ta 152C, la potenza del motore DB 603E passava da 1 800 a 2 250 CV al decollo e da 1 630 a 1 900 CV a 5 500 metri di quota, mentre con il motore DB 603L, fornito di compressore a due stadi ottimizzato per l'alta quota, la potenza passava da 1 800 a 2 100 CV al decollo e da 1 450 a 1 750 CV a 9 000 metri.
Altri caccia equipaggiati con l'MW 50 furono il Bf 109G-6, con motore DB 605A-1, il Bf 109K-4 con motore DB 605D e il caccia notturno Junkers Ju 88G-7 con gli Junkers Jumo 213A.
Nel 1943, l'MW 50 fu pure installato sul Savoia-Marchetti S.M.79 III, equipaggiato con gli Alfa Romeo 128 RC.18, la cui potenza passava così da 860 a 950 CV al decollo.

## Velivoli utilizzatori
Germania
- Focke-Wulf Fw 190
- Messerschmitt Bf 109
- Junkers Ju 88
- Focke-Wulf Ta 152